# 卓康宁
卓康宁（1931年—），男，湖南慈利人，中华人民共和国政治人物，曾任中共湖南省委副秘书长，湖南省人民政府副省长，湖南省政协副主席，中共十三大代表。